# Горан Хаџић
Горан Хаџић (Винковци, 7. септембра 1958 — Нови Сад, 12. јул 2016) био је српски политичар и бивши председник Републике Српске Крајине. Хаџић је пред Међународним судом за ратне злочине оптужен за злочине против човечности. Ухапшен је 20. јула 2011. године у селу Крушедол на Фрушкој гори.
Према тврдњама Јосипа Бољковца, бившег министра унутрашњих послова СР Хрватске, Горан Хаџић је био сарадник хрватских власти тј. обавештајних служби под контролом Загреба.

## Биографија
Рођен је 7. септембра 1958. године у општини Винковци, Хрватска. Пре сукоба у Хрватској, радио је као магационер ВУПИК-овог погона у Пачетину, у општини Вуковар, Хрватска.
Од младости је био члан Савеза комуниста Југославије. Пре 1990. године, Горан Хаџић је био председник Месне заједнице Пачетин. У пролеће 1990. године, као кандидат Савеза комуниста - Странке за демократске промене, изабран је за одборника у Скупштини Општине Вуковар. Затим је приступио Српској демократској странци. Дана 10. јуна 1990. године је изабран за председника СДС-а за Вуковар. У марту 1991. године је већ био председник Општинског одбора Вуковара, члан Главног одбора и Извршног одбора СДС-а у Книну и потпредседник Регионалног одбора СДС-а за Источну Славонију, Барању и Западни Срем у Пакрацу.
Дана 31. марта 1991. године, Хаџић је заједно са двојицом сарадника ухапшен од хрватске полиције у Лици, на Плитвичким језерима где су локални Срби имали оружани сукоб са Специјалном полицијом из Загреба. Хаџић је имао је код себе пиштољ марке "Колт" без дозволе. Спроведен је у Загреб и тамо је подвргнут испитивању. Годинама касније, Јосип Бољковац, тадашњи министар унутрашњих послова у Влади СР Хрватске је написао књигу "Истина мора изаћи ван" у којој је децидирано навео како је управо Хаџић постао њихов сарадник, односно шпијун хрватских сигурносно-обавештајних служби.
Пре 25. јуна 1991. године, Горан Хаџић је био један од вођа Српског националног већа, политичког форума Срба који је покривао Славонију, Барању и западни Срем. Дана 25. и 26. јуна 1991. године, СНВ је трансформисан у Владу Српске аутономне области Источне Славоније, Барање и Западног Срема. Истовремено, Горан Хаџић је постављен за вршиоца дужности председника Владе самопроглашене САО СБЗС. Дужност председника Владе вршио је од 25. јуна до 25. септембра исте године. Хаџић је 25. септембра 1991. званично именован за председника Владе самопроглашене САО СБЗС, како је објављено у Службеном листу. На овој функцији је остао до интегрисања САО СБЗС у Републику Српску Крајину 19. децембра 1991.
Дана 26. фебруара 1992. Горан Хаџић је изабран за председника Републике Српске Крајине и на том положају је остао до децембра 1993. године.
Против Хаџића Хашки трибунал је подигао оптужницу за ратне злочине, а ухапшен је 20. јула 2011. године. Војислав Шешељ је 4. децембра 2014. обелоданио да Хаџић болује од астроцитома - једног облика тумора мозга.
Преминуо је 12. јула 2016. године у Ургентном центру у Новом Саду у 58. години живота. Сахрањен је на новосадском Градском гробљу.